# 秋元興朝

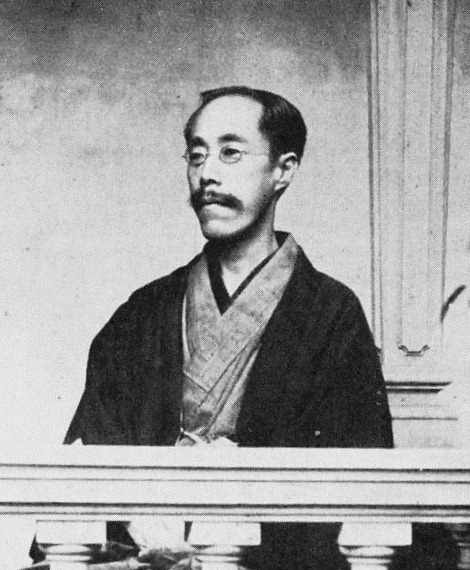
秋元興朝

秋元 興朝（あきもと　おきとも、安政4年5月4日（1857年5月26日） - 1917年（大正6年）4月23日）は、明治時代から大正時代の華族、外交官。極位は正三位。号は蔚堂。先妻は南部利剛の娘宗子。後妻は山内豊信の娘の八重子。

## 経歴
のちに下野高徳藩主となる戸田忠至の次男として生まれる。兄に戸田忠綱。幼名は和三郎。出生当時、実父は間瀬和三郎と名乗り、宇都宮藩家老として戸田家本家に仕えていた。
明治4年（1871年）9月9日、旧館林藩主秋元礼朝の養子となり、従五位に叙され、翌日に元服して興朝と名乗る。同年9月23日、礼朝の隠居により家督を継ぐ。1883年（明治16年）1月、外務省書記生（専門職）としてフランスの在パリ公使館勤務となるが、間もなく職を辞し欧州各地を遊学した。1885年（明治18年）12月に日本に帰った。この間、1884年（明治17年）7月8日に子爵を叙爵した。
明治22年（1889年）10月、「北海道土地払下規則」により、三条実美を中心に興朝ら華族組合で、北海道庁の土地5万町歩の貸下げを申請し、華族組合雨竜農場を創設した（米式の大農場経営による開墾を行ったが軌道に乗らず、明治24年（1891年）に三条が没すると求心力を失い、明治26年（1893年）解散）。
外務官僚として、明治25年（1892年）12月より弁理公使、明治28年（1895年）3月には特命全権公使に昇進した。しかし健康が優れず、任地に赴かず職を辞し、明治33年（1900年）に伊藤博文の立憲政友会ができるとこれに加わって、東京支部長をつとめた。東洋商業学校の校長となった。東京駿河台の邸宅のほか、旧領地館林にも別邸を持ち、同地の城沼の新田開墾事業などにも尽力した。大正6年（1917年）、61歳で没する。娘光子の婿で徳山藩主毛利元功の三男の春朝が遺蹟を継いだ。
明治35年（1902年）、日下（ひのした）会を創設し相撲道の発展に寄与し、また常陸山の後援会「常陸山会」の会長もつとめた。
また、京都の地誌『旧都巡遊記稿』の筆者としても知られている。興朝は、明治28年京都を訪れて深く感銘し、以後頻繁に京都に通い、洛中洛外の神社仏閣・名所旧跡を訪問・調査し、一著に纏めた。生前の出版は叶わなかったが死の翌年の大正7年、嗣子春朝によって刊行された。明治期に見聞きした貴重な情報を収録しており、京都の歴史を学ぶ上で欠かせぬ資料となっている。『旧都巡遊記稿』は、『新撰京都叢書』第4巻（1985臨川書店）に収録されている。

## 墓所
- 谷中霊園（乙14号1側）